# Liste der Stolpersteine in Stockach
Die Stolpersteine in Stockach sind besondere Pflastersteine in Gehwegen, die an die Opfer der nationalsozialistischen Diktatur in Stockach im baden-württembergischen Landkreis Konstanz in Deutschland erinnern sollen.

## Stolpersteine
Die Stolpersteine sind ein Projekt des Künstlers Gunter Demnig. Mit diesen kleinen Gedenktafeln soll an das Schicksal der Menschen erinnert werden, die während des Nationalsozialismus ermordet, deportiert, vertrieben oder in den Suizid getrieben wurden.
Die Stolpersteine sind kubische Betonsteine mit einer Kantenlänge von zehn Zentimetern, auf deren Oberseite sich eine individuell beschriftete Messingplatte befindet. Sie werden in der Regel vor den letzten frei gewählten Wohnhäusern der NS-Opfer niveaugleich in die Pflaster der Gehwege eingelassen. Mittlerweile gibt es über 56.000 Steine (Stand: Dezember 2015) nicht nur in Deutschland, sondern auch in 18 weiteren europäischen Ländern. Die Stolpersteine sind das größte dezentrale Mahnmal der Welt.

## Liste
| Bild | Inschrift                                                                                      | Standort                                      | zusätzliche Informationen |
| ---- | ---------------------------------------------------------------------------------------------- | --------------------------------------------- | --- |
|      | Hier wohnte Hermann Weil Jr. Jg. 1892 verhaftet 9.11.1938 KZ DACHAU Flucht 1938 USA überlebt   | Hauptstraße 8 47,85223° N, 9,012312° O        | Hermann Weil Die Familie Weil führte ein großes Textilfachgeschäft in Stockach. Hermann Weil, Stifter des Ehrenmals für das Infanterieregiment 111 im Stadtgarten, gehörte dem Narrengericht an und war Mitglied des Gemeinderates sowie des Bürgerausschusses. 1938 mussten er und seine Frau Stockach verlassen. Hermann Weil wurde in das KZ Dachau verschleppt. Nach der durch seine Frau erreichten Freilassung flüchteten beide über die Schweiz nach Portugal und von dort in die USA. Hermann Weil kam 1962 nochmal zu einem kurzen Besuch nach Stockach zurück. Die drei Stolpersteine wurden am 4. Oktober 2007 verlegt. |
|      | Hier wohnte Jenny Weil geb. Weil Jg. 1871 Flucht 1939 USA Überlebt                             | Hauptstraße 8 47,85223° N, 9,012312° O        | Jenny Weil |
|      | Hier wohnte Johanna Weil geb. Alexander Jg. 1898 Flucht 1939 USA Überlebt                      | Hauptstraße 8 47,85223° N, 9,012312° O        | Johanna Weil |
|      | Hier wohnte Dr. Erich Erlanger Jg. 1901 verhaftet 9.11.1938 KZ DACHAU Flucht 1938 USA überlebt | Hauptstraße 13 47,852566° N, 9,012658° O      | Erich Erlanger, Sohn der Ida Erlanger, musste seine Arztpraxis schließen und wurde in das KZ Dachau verschleppt. Nach seiner kurzfristigen Freilassung gelang ihm uns seiner Frau die Flucht in die USA. Die vier Stolpersteine wurden am 4. Oktober 2007 verlegt. |
|      | Hier wohnte Ida Erlanger geb. Frank Jg. 1874 vor Deportation tot 11.12.1940                    | Hauptstraße 13 47,852566° N, 9,012658° O      | Ida Erlanger war die Ehefrau des 1926 verstorbenen Arztes Isidor Erlanger. Sie erlag 1940, kurz vor ihrer Verschleppung in das französische Gurs einem Herzinfarkt. |
|      | Hier wohnte Johanna Liebherr geb. Erlanger Jg. 1896 flucht 1939 Chile überlebt                 | Hauptstraße 13 47,852566° N, 9,012658° O      | Johanna Liebherr, Tochter der Ida Erlanger, flüchtete mit ihrem Mann nach Chile. |
|      | Hier wohnte Lotte Erlanger Jg. 1915 eingewiesen 1940 'Heilanstalt' Grafeneck ermordet 1.7.1940 | Hauptstraße 13 47,852566° N, 9,012658° O      | Lotte Erlanger, Tochter von Ida, wurde 1940 im Lager Grafeneck bei Gomadingen ermordet. |
|      | Hier wohnte Heinz Cohn Jg. 1886 Flucht 1936 USA überlebt                                       | Hauptstraße 20 47,85267° N, 9,012717° O       | Heinz Cohn wurde 1886 in Posen geboren und kam 1913 nach Stockach, wo er als Apotheker die Obere Apotheke führte. Er diente Deutschland im Ersten Weltkrieg und wurde dafür mit dem Eisernen Kreuz sowie dem Orden vom Zähringer Löwen ausgezeichnet. Das Mitglied des Narrengerichts, Vorsitzender des Musikvereins, Vorstand des Fußball- und des Skiclubs sowie Vorsitzender des Touring-Clubs galt in Stockach als großer Wohltäter. Nachdem er 1934 von der Stadtverwaltung mit einem Berufsverbot belegt und ein Jahr später zur Aufgabe seines Geschäfts gezwungen worden war, wanderte er 1936 mit seiner Frau Margot (1891–1972) in die USA aus. 1958 kehrten beide nach Stockach zurück. Heinz Cohn starb 1959 und ist auf dem Loreto-Friedhof begraben. Die zwei Stolpersteine wurden am 4. Oktober 2007 verlegt. |
|      | Hier wohnte Margot Cohn geb. Liebrecht Jg. 1891 Flucht 1936 USA überlebt                       | Hauptstraße 20 47,85267° N, 9,012717° O       | Margot Cohn |
|      | Hier wohnte Alfred Rothschild Jg. 1901 flucht 1939 USA überlebt                                | Tuttlinger Straße 8 47,854733° N, 9,012775° O | Alfred Rothschild war seit 1927 Notar. Er wohnte im Gebäude des Amtsgerichts. Ab 1933 durfte er seinen Beruf nicht mehr ausüben. Kurz vor der Deportation nach Gurs konnte die Familie in die USA flüchten. Die Stolpersteine wurden am 4. Oktober 2007 verlegt. |
|      | Hier wohnte Fanny Rothschild geb. Wolf Jg. 1905 Flucht 1939 USA überlebt                       | Tuttlinger Straße 8 47,854733° N, 9,012775° O | Fanny Rothschild |
|      | Hier wohnte Trude Renate Rothschild Jg. 1929 Flucht 1939 USA überlebt                          | Tuttlinger Straße 8 47,854733° N, 9,012775° O | Trude Renate Rothschild |
|      | Hier wohnte Wolfgang Walter Rothschild Jg. 1932 Flucht 1939 USA überlebt                       | Tuttlinger Straße 8 47,854733° N, 9,012775° O | Wolfgang Walter Rothschild |